# Baïonnette (aviation)
Pour les articles homonymes, voir Baïonnette.
Lors d'un atterrissage en cas de piste encombrée, il est possible de changer pour une piste parallèle en effectuant une trajectoire en forme de baïonnette, c'est-à-dire deux virages opposés, pour atteindre une piste libre.

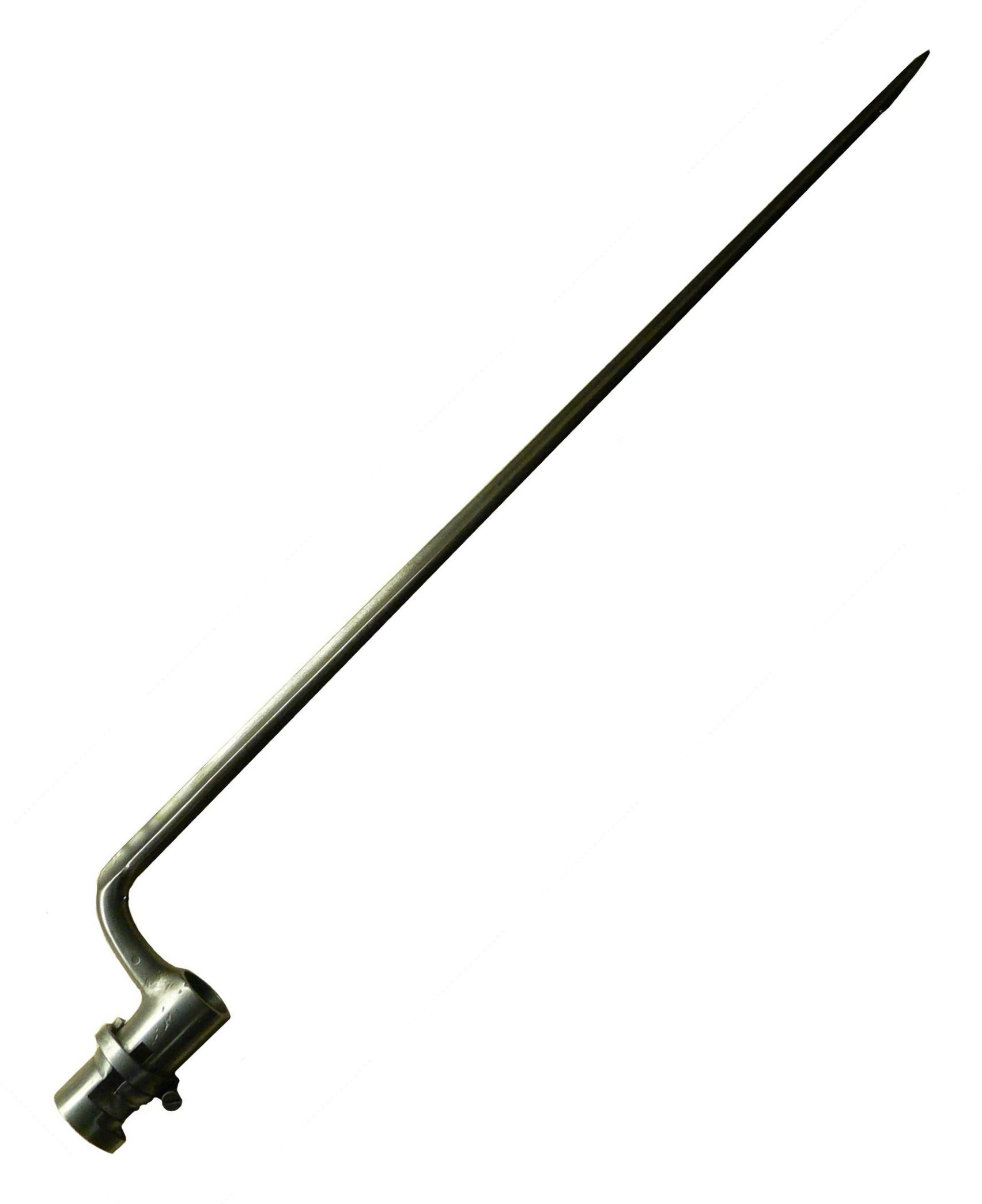
La trajectoire rappelle la forme d'une baïonnette.

## Emploi analogue en automobile

Signalisation routière d'une baïonnette au Japon.

On parle également de baïonnette en compétition automobile et en circulation routière, notamment en matière de tests de sécurité automobile, pour désigner aussi une suite de deux virages opposés rapprochés.